# Костёр Холмса
Костёр Холмса — морской рейд англичан в период Второй англо-голландской войны, 9 (19) августа — 10 (20) августа 1666 года в Северном море. В ходе рейда английская эскадра под командованием контр-адмирала Роберта Холмса уничтожила большой торговый флот голландцев из 140 судов, а также сожгла деревню Вест-Терсхеллинг, что вызвало широкий резонанс в Голландской республике.

## Предыстория
После победы в сражении в день Святого Иакова английский флот захватил контроль над Северным морем. Голландский флот, хотя и потерял лишь два корабля, был серьёзно поврежден и в течение нескольких недель не мог противостоять англичанам. Джордж Монк и принц Руперт Пфальцский 7 августа обсудили, как лучше использовать эту ситуацию. Наиболее выгодным шагом казалась блокада голландского побережья, что вынудило бы ещё не до конца восстановившийся голландский флот покинуть порт и выйти в море. Чтобы нанести ущерб голландской торговле, был также разработан план захвата одного из портов Соединенных провинций.
Наиболее привлекательные голландские порты были, однако, и самыми защищёнными. На юге порт Роттердама находился слишком далеко в глубине страны и был защищён военно-морскими портами Флиссинген и Хеллевутслёйс. Атака на Амстердам представлялась опасной из-за возможной голландской засады у острова Тексел. А вот менее крупные порты были более уязвимы, как, в частности, военно-морской порт Адмиралтейства Фрисландия Харлинген. Он находился на южной окраине Ваттового моря. Порт имел выход в Северное море через пролив Вли между островами Влиланд и Терсхеллинг.
Фарватер входа в пролив был известен голландскому капитану Лауренсу Хемскерку, который в 1665 году бежал в Англию после того, как был приговорён к смертной казни за трусость во время Лоустофтского сражения. Пытаясь снискать расположение своих новых покровителей, изменник в течение некоторого времени продвигал идею рейда на Харлинген. 7 августа Хемскерк был отправлен на личной яхте принца Руперта для разведки побережья. 16 августа во время военного совета он убедил Руперта и Монка, что нападение не только возможно, но и сулит богатую добычу, так как «острова Фли и Схеллинг очень плохо охраняются, при этом на складах много товаров из Ост-Индии».
Для рейда была поспешно сформирована эскадра и отряд из 900 человек. В её состав вошли 8 фрегатов: Advice (46 пушек), Hampshire (40), Tiger (40), Dragon (40), Assurance (36), Sweepstake (36), Garland (28) и Pembroke (28), а также пять брандеров и семь кечей под командованием контр-адмирала Роберта Холмса. Солдаты были разделены на девять рот из ста человек, каждая из которых состояла из семидесяти мушкетёров и тридцати пикинёров во главе с капитаном. Сэр Филипп Говард командовал ещё 120 волонтёрами из дворян, которые в силу своего происхождения не служили вместе с простолюдинами.
Холмс намеревался разграбить острова Влиланд и Терсхеллинг. Он сам должен был высадиться на Влиланде с 500 солдатами. По возможности одновременно, 400 солдат сэра Уильяма Дженнингса должны были напасть на Терсхеллинг. Захват голландских складов был второй целью. Было приказано щадить местное население и атаковать лишь в случае сопротивления.
В то время как основной флот англичан остался на якоре у побережья острова Тексел, Холмс 18 августа отплыл к Вли. По пути к его эскадре присоединилась яхта Руперта Fan-Fan, которая в ходе рекогносцировки пролива узнала о находящемся у Терсхеллинга торговом флоте из пятидесяти судов.

## Первый день рейда

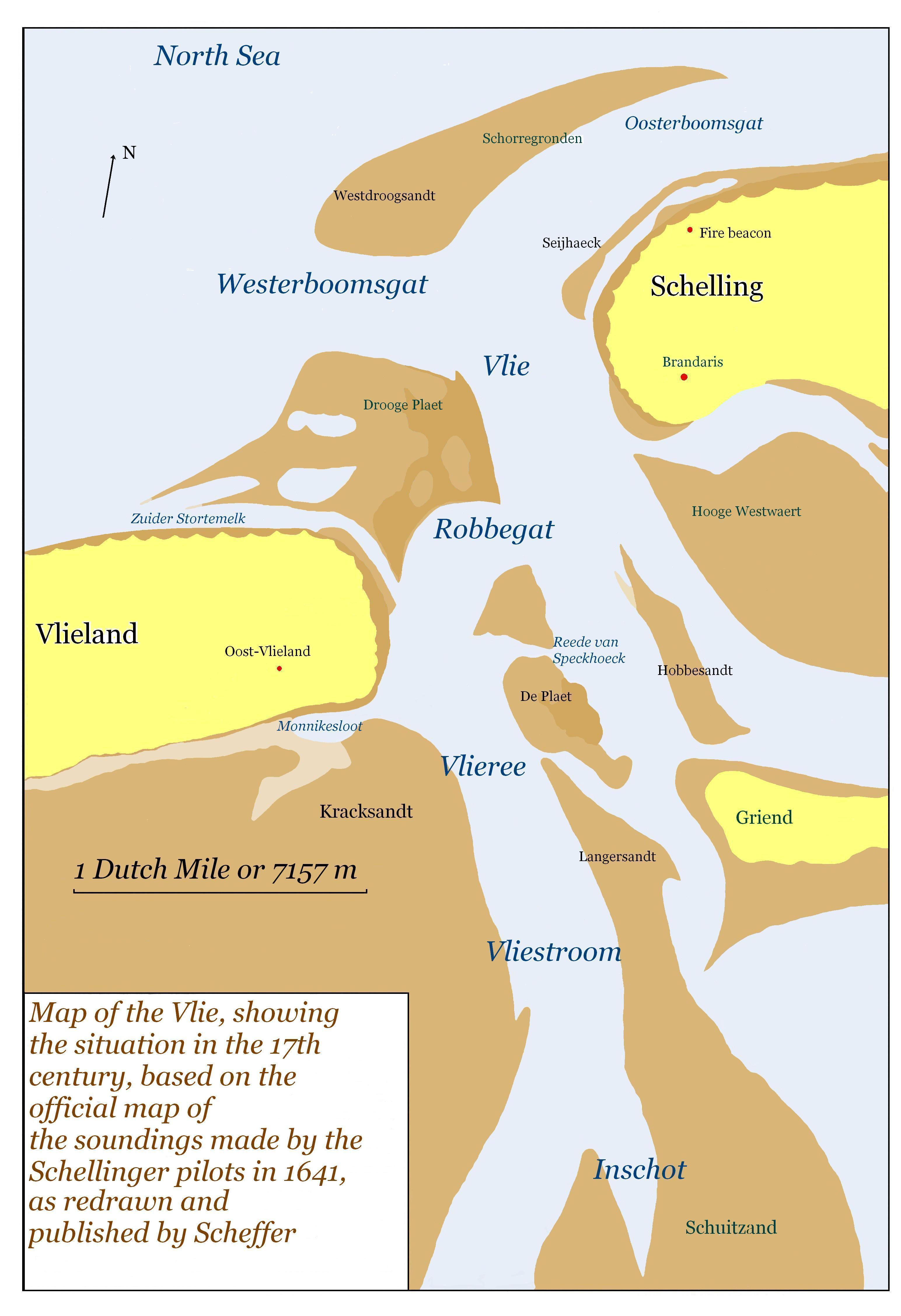
Карта Влиланда и Терсхеллинга в XVII веке.

В четверг 19 августа Холмс около 8:00 вошёл в канал Вли, используя Tyger как флагман, а Hampshire и Advice как корабли прикрытия. Обычно фризские отмели осложняли вход в канал, но Холмсу сопутствовала удача. Ещё 17 августа Dragon захватил датское торговое судно с голландским штурманом на борту, которого Холмс посчитал более способным, чем Хемскерк. Голландские власти под страхом штрафов приказали владельцам торговых кораблей отвести суда вглубь страны, но большинство судовладельцев не выполнили приказа, рассчитывая отплыть сразу по окончании английской блокады. В результате Холмс нашёл флот из 140 торговых судов, стоявших на якоре под охраной двух фрегатов, Adelaar и Tol. Экипажи кораблей были уверены в своей способности отразить нападение, многие сельские жители с островов даже перенесли на суда своё имущество, рассчитывая, что там оно будет в большей безопасности, чем на суше, где ожидался главный удар англичан.
В действительности Холмсу было приказано уделять главное внимание береговым укреплениям Влиланда и подготовке высадки десанта. Однако когда Tyger прибыл к китобойному причалу на острове Влиланд, он обнаружил лишь небольшую деревушку Ост-Влиланд, а её жители подтвердили, что никаких важных зданий на острове нет. Между тем Garland и Dragon из-за сменившегося ветра сели на мель и с трудом с неё снялись, выбросив за борт восемь пушек и запасы пива. В этих условиях Холмс счёл неразумным осуществлять десант: на безлюдных песчаных дюнах острова солдаты были бы беззащитны в случае подхода голландского флота. Поэтому Холмс решил атаковать голландский торговый флот. По некоторым данным, Холмс был вдохновлён возможностью навредить голландской экономике.
Около 13:00 Холмс соединился с пятью брандерами, следовавшими несколько севернее в канале Роббегат. Против них вышли три больших вооружённых торговых корабля, но они не решились вступить в бой и бежали. Английский брандер поджёг голландский фрегат Adelaar, большинство матросов утонули, когда спасательный шлюп перевернулся. Ещё один брандер пошёл в атаку против Tol, и голландский экипаж в панике бросил корабль. Однако брандер сел на мель и не дошёл до фрегата, и голландцы повернули обратно. В это время к Tol уже шёл шлюп с английскими солдатами. Развернулась гонка. Англичане первыми взобрались на борт фрегата и подожгли его. Остальные три брандера подожгли несколько крупных голландских торговых судов к северу, вызвав панику на других судах: матросы стали бросать свои корабли и в лодках бежать на юг.
Видя замешательство на голландской стороне, Холмс решил воспользоваться этим. Он приказал спустить шлюпы, укомплектовать каждый командой из десятка человек и поджигать голландские суда, не теряя времени на грабёж. Вскоре даже те голландские корабли, чьи экипажи не бежали, были окружены горящими кораблями и были вынуждены покинуть свои позиции. В течение следующих часов голландские корабли один за другим становились жертвами огня. Акция завершилась около 20:00. Около 130 кораблей были уничтожены. По словам самого Холмса, одиннадцать кораблей в общей сложности смогли бежать.
Между тем ополчение Влиланда поначалу, при содействии грозы, не позволяло английскому десанту высадиться на острове, но, видя пожар, ополченцы потеряли мужество и бежали с большинством населения к Текселу. Дым и пламя были отчётливо видны английскому флоту у Тексела, в двадцати милях к югу, и были восприняты как верный признак того, что Холмсу удалось сжечь голландские склады. Руперт и Монк послали ему поздравительное письмо, но при этом потребовали возвращаться на базу, поскольку враг уже был извещён о рейде и готовил отпор.

## Второй день рейда
Вечером 19 августа Холмсу стало известно, что он был дезинформирован: главные береговые укрепления были расположены не на Влиланде, а на острове Терсхеллинг. На его западном окончании находилась деревня Вест-Терсхеллинг, а рядом возвышался средневековый маяк Брандарис. Терсхеллинг был главной базой голландского китобойного промысла, здесь были расположены склады, принадлежавшие голландской Ост-Индской компании. Деревня была весьма богата, имела примерно 400 каменных домов, но не имела укреплений. Большая часть населения состояла из пацифистов-меннонитов, остальные были в основном бывшими китобоями.
В 5:00 утра 20 августа Холмс решил атаковать Вест-Терсхеллинг. Несколько вооружённых ополченцев попытались помешать высадке десанта, но они вскоре были отогнаны шестью английскими ротами, ступившими на берег. Холмс оставил одну роту, чтобы охранять места высадки, а остальные пять начали марш в сомкнутом строю к окраине деревни. Разведчики сообщили, что население бежало, некоторые — на восток, другие — по морю. Три роты начали грабить и жечь дома, в то время как Холмс с двумя сотнями солдат остался к югу от деревни.
В это время начался прилив, что значительно облегчило бы выход английских фрегатов из канала Вли. Поэтому Холмс решил не сжигать восточные деревни, а переправить свои войска на Влиланд и затем отступать, опасаясь голландской контратаки. Лето выдалось сухим, и в течение нескольких часов почти вся деревня сгорела, уцелели лишь около тридцати домов, городской зал, церковь и маяк. Английские войска отступили на свои корабли. Один кеч остался позади, чтобы подобрать возможных отставших.
При прибытии на Tyger Холмс узнал, что принц Руперт приказал немедленно отступить и не атаковать Влиланд. Причиной этого стала информация о том, что голландские подкрепления уже прибыли на остров и разместили там артиллерийскую батарею.

## Последствия
21 августа Холмс вернулся к основному флоту и сообщил Монку, что уничтожил «около 150 судов» и сжёг Вест-Терсхеллинг, всё это ценой 6 погибших и 24 раненых. Известие об опустошительном рейде Холмса вызвало беспорядки в Амстердаме, где рухнул фондовый рынок. В Англии предрекали падение лидера Генеральных Штатов Яна де Витта, ожидая, что он может бежать во Францию.
Де Витт однако, смог ловко использовать ситуацию в своих интересах. Он привёл убедительные доказательства того, что оранжисты сотрудничали с врагом. Было составлено несколько брошюр о якобы зверствах англичан в Вест-Терсхеллинге, однако они не имели успеха, поскольку в действительности человеческих жертв было крайне мало.
Три недели спустя произошёл Великий лондонский пожар. Это привело к новой волне голландских брошюр и стихов, связывающих эти события, часто приводились две гравюры, на одной из которых был изображён пожар Вест-Терсхеллинга, а на другой — пожар Лондона. Для голландцев связь была ясна: Лондон был сожжён как божественное возмездие. Вскоре первоначальный испуг голландцев сменился их упорной решимостью продолжать борьбу и возместить нанесённый врагом ущерб.